# Praia de banhos, Póvoa de Varzim (Marques de Oliveira)
Praia de banhos, Póvoa de Varzim é uma pintura a óleo sobre tela datada de 1884 do artista português João Marques de Oliveira (1853-1927) da corrente artística do Realismo,  e que está atualmente no Museu Nacional de Arte Contemporânea, em Lisboa.
Praia de banhos, Póvoa de Varzim é uma pintura de ambiente marítimo representando uma parcela da praia daquela cidade do norte de Portugal em época de veraneio vendo-se pessoas no areal, barcos e barracas de apoio.

## Descrição
No areal da praia nortenha, à direita, está um grupo de senhoras, uma de pé com vestido em rosa e outras duas sentadas em cadeiras de madeira, estas vestidas em tons escuros, usando todas chapéus e sombrinhas abertas que as protegem do sol. À esquerda, ligeiramente afastado do primeiro grupo está um casal, ambos vestidos, ele de branco abraçando pelo ombro a mulher.
Mais alguns homens, mulheres e crianças, totalmente vestidos, passeiam ou brincam na praia, ou olham o mar, sempre acompanhados pelo negro das suas sombras. Uma mulher e uma criança brincam junto à rebentação das ondas, que cria uma mancha branca sobre os azuis e verdes matizados do mar.
Acompanhando a linha da rebentação, existe uma faixa de barracas de praia com lona clara a cobri-las e alguns mastros com bandeiras. No mar, um pequeno barco com rebordos pintados de vermelho e com duas pessoas, parece afastar-se da costa. Mais longe, uma língua de areia entra pelo mar criando uma pequena baía onde alguns banhistas estão definidas por pontos de cor que contrastam vivamente com duas estruturas de barracas não cobertas. No fundo, vê-se a linha do horizonte no azul profundo do oceano onde navega um barco de vela branca. Mais de metade da tela é preenchida pelo céu parcialmente enevoado.
Em pinceladas soltas e expressivas, o artista transmite um momento fugaz na praia de banhos de forma impressiva, colocando-se episodicamente próximo da vanguarda internacional.
A obra foi adquirida ao artista pelo Legado Valmor em 1917. Existe um estudo para este quadro que está no Museu José Malhoa.

## Apreciação
Segundo Pedro Lapa, seria abusivo falar de impressionismo a propósito desta obra, apesar de Marques de Oliveira o ter sugerido, ainda que vagamente, em algumas pochades. As inspirações terão sido Manet e Eugène Boudin. A metade esquerda do quadro revela uma pincelada mais solta e expressiva, especialmente nas ondas. A água, o céu, a areia perdem as qualidades intrínsecas para revelarem a pintura como pintura pura. Uma vela interrompe a linha do horizonte, contrabalançando as bandeiras que, no lado direito flutuam sobre o branco das barracas, onde o contraste deste com o negro das sombras evoca Manet. Já as figuras definidas com mais pormenor que no areal gozam da claridade protegendo-se na penumbra assemelham-se mais às das praias de Deauville e Trouville que Boudin pintou. Com este magnífico quadro a pintura portuguesa oitocentista assume, ainda que episodicamente, uma primeira expressão consentânea com a vanguarda internacional.

### Ligação externa
- Página oficial do Museu Nacional de Arte Contemporânea